# 天池镇 (文县)
天池镇，是中华人民共和国甘肃省陇南市文县下辖的一个乡镇级行政单位。
2016年，甘肃省民政厅批复同意撤销天池乡，设立天池镇。

## 行政区划
天池镇下辖以下地区：
天池村、屯寨村、芝麻村、鹞子坪村、李村、王家庄村、关坪村和白马村。